# Dřišťál Thunbergův
Dřišťál Thunbergův (Berberis thunbergii) je okrasný opadavý keř z čeledi dřišťálovitých. Je původní v Japonsku, pěstuje se ale na celém světě a mnohde zplaněl či zdomácněl.

## Popis

### Vegetativní orgány
Dřištál se velmi hustě větví a dorůstá výšky až 1,5 m. Na větvích jsou trny. Listy jsou jednoduché, vejčité až kopisťovité. Čepel je celokrajná. Listy rostou ve svazečcích po 2–6, v úžlabí (paždí) trnů a na podzim dostávají červený až fialový odstín.

### Generativní orgány
Květy jsou bleděžluté (či mírně do červena), souměrné, mají 5–8 mm v průměru, rostou v převislých hroznovitých květenstvích po 2–5. Doba kvetení je od jara do časného léta (květen, červen). Opylovány jsou hmyzem, častá je též autogamie. Plod je červená, elipsoidní, až 1 cm dlouhá bobule, obsahující jediné semeno. Bobule dozrávají v pozdním létě.
Existuje mnoho kultivarů, které se navzájem liší zejména barvou listů (žluté až fialové).

## Pěstování
Dřišťálům se daří v propustné humózní půdě, která však není podmáčená. Preferuje světlo či polostín, jinak je spíše nenáročný.
Dá se množit vegetativně (řízky) nebo pohlavně (semena). Semena se sází přímo do půdy na podzim, vyklíčí na jaře.
Dřišťál je vhodný jako půdní kryt, do živých plotů a v protihlukových stěnách.

## Galerie

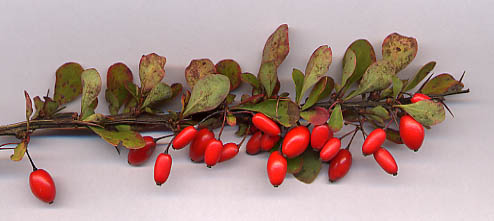
Plody - červené bobule
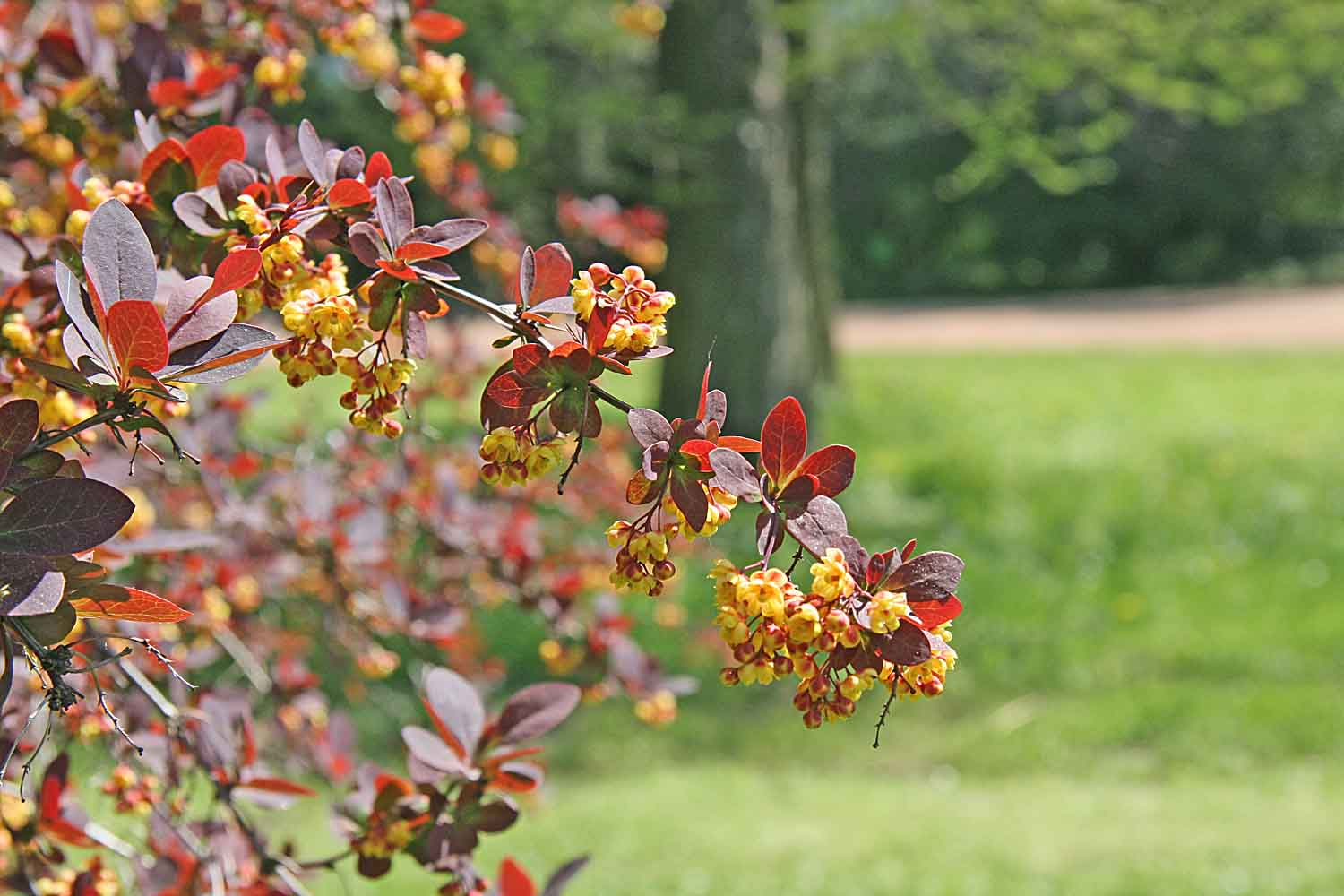
Detail květů var. "Atropurpurea"
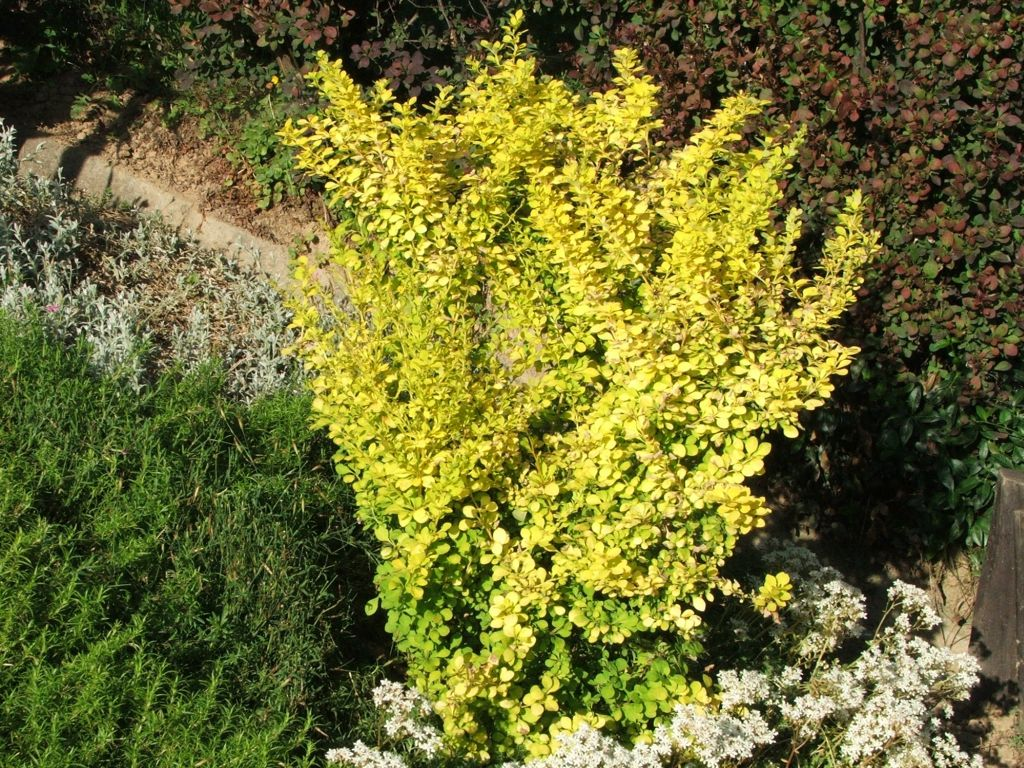
Kultivar s žlutými listy

## Výskyt v Česku
V České republice má dřišťál Thunbergův status přechodně zavlečeného neofyta. Na řadě míst je nalezán zplanělý mimo kulturu.